# Cerdido
Cerdido ist eine spanische Gemeinde in der Autonomen Gemeinschaft Galicien. Cerdido ist auch eine Stadt und eine Parroquia. Der Verwaltungssitz der Gemeinde ist A Barqueira. Die 1.004 Einwohner (Stand: 2024), leben auf einer Fläche von 52,72 km², 76,6 km von der Provinzhauptstadt A Coruña entfernt.

## Bevölkerungsentwicklung der Gemeinde
Quelle: INE-Archiv – grafische Aufarbeitung für Wikipedia

## Gemeindegliederung
Die Gemeinde Cerdido ist in drei Parroquias gegliedert:
| Parroquias  | Patrozinium   | Einwohner 2024 | Fläche km² | Dichte Einw./km² | Höhe msnm | Ortskennzahl |
| ----------- | ------------- | -------------- | ---------- | ---------------- | --------- | ------------ |
| A Barqueira | Santo Antonio | 476            | 21,69      | 22               | 259       | 15025010000  |
| Os Casás    | San Xoán      | 123            | 8,48       | 15               | 247       | 15025020000  |
| Cerdido     | San Martiño   | 434            | 22,55      | 19               | 126       | 15025030000  |

## Wirtschaft
| Ackerbau, Viehzucht und Fischerei                                                  | 040  | 012.54 |
| Industrie                                                                          | 041  | 012,85 |
| Bauwirtschaft                                                                      | 039  | 012,23 |
| Dienstleistungsbetriebe                                                            | 0199 | 062,38 |
| Total                                                                              | 319  | 100,00 |
| * Daten aus dem Statistischen Amt für Wirtschaftliche Entwicklung in Galicien, IGE |      |        |